# جان دیویس چندلر
جان دیویس چندلر (انگلیسی: John Davis Chandler؛ ۲۸ ژانویهٔ ۱۹۳۵ – ۱۶ فوریهٔ ۲۰۱۰) یک هنرپیشه اهل ایالات متحده آمریکا بود.
از فیلم‌ها یا برنامه‌های تلویزیونی که وی در آن نقش داشته است می‌توان به آل کاپون، در دشت مرتفع بتاز، پیروزی مردی به نام اسب و ماجراهای نگهداری از کودکان اشاره کرد.